# Ciinjuk
Ciinjuk is een bestuurslaag in het regentschap Pandeglang van de provincie Banten, Indonesië. Ciinjuk telt 4131 inwoners (volkstelling 2010).